# هنریک ایبسن
هنریک یوهان ایبسن (به نروژی: Henrik Johan Ibsen)‏ (زادهٔ ۲۰ مارس ۱۸۲۸ در شین، نروژ – درگذشتهٔ ۲۳ مه ۱۹۰۶ در اسلو) شاعر، نمایش‌نامه‌نویس و درام‌نویس نروژی بود. او یکی از ستون‌های اصلی ادبیات مدرن نروژ است که تأثیر شگرفی بر نویسندگان بعد از خود گذاشته‌ است.
او یکی از بزرگ‌ترین استادان هنر تئاتر در تمامی اعصار، هم‌سنگ سوفوکل و شکسپیر شمرده شده‌ است. مجموعه آثار ایبسن برای نخستین بار از زبان نروژی به قلم میر مجید عمرانی زیر نظر مرکز ایبسن‌شناسی دانشگاه اسلو به فارسی ترجمه شد و با ویرایش مهدی سجودی مقدم از سوی انتشارات مهر انگیزش منتشر شد.

## زندگی
اجداد هنریک ایبسن، دریانورد و بازرگان بودند، در حالی که پدرش یک بازرگان متمول بود که عمده تجارتش در حوزه چوب و الوار بود. خانواده ایبسن وابسته به سنت و مذهب بودند و میانه خوبی با پیشرفت و تجدد نداشتند. ایبسن در نوجوانی پس از ورشکستگی پدرش برای نخستین بار، طعم فقر و تنگدستی را می‌چشد و از این دوران به بعد، چنان به او سخت می‌گذرد که تا آخر عمر، همواره از فقر و درماندگی همچون کابوسی دردناک می‌هراسد.
بعد از تولد او اوضاع خانواده تغییر کرد. مادرش برای تسکین پیدا‌کردن روحش به مذهب روی آورد و پدرش هم دچار افسردگی شد. پس از ورشکستگی آن‌ها در ۱۸۳۶، آن‌ها درخانه‌ای ویرانه در یک روستا زندگی می‌کردند و روستاییان همسایه که آن‌ها را مثل خود نمی‌دیدند، به چشم تحقیر و تردید به آن‌ها می‌نگریستند. همین دوران باعث شد که ایبسن در بزرگسالی مردی گوشه‌گیر و محتاط در ارتباطاتش باشد.
شخصیت‌های نمایش‌های او اغلب از وضعیت خانه و پدر و مادرش گرفته شده‌اند. ایبسن در کودکی به نقاشی علاقه فراوان داشت، ولی فراهم‌نبودن وسائل مانع به ثمر رسیدن او بود. هنریک در سن ۱۵ سالگی در داروخانه‌ای در شهر گریمستاد به شاگردی مشغول شد. در سال چهل و شش او صاحب فرزندی نامشروع از یک خدمتکار شد. با وقوع انقلاب ۱۸۴۸ در شمال اروپا ایبسن به سرودن اشعار آزادیخواهانه پرداخت. در سال ۱۸۵۰ برای ادامه تحصیل و به امید اخذ دکترا در رشته پزشکی به شهر کریستیانیا (اسلو کنونی، پایتخت نروژ) عزیمت نمود.
هنگامی که در رشته تحصیلی خود موفق نشد به نوشتن روی آورد. مطالعه تاریخ روم و توطئه "کاتلیناً و خطابه‌های سیسرون و همچنین شرح انقلاب فرانسه در ۱۸۴۸ باعث شد که ایبسن اولین نمایشنامه خود را در سال ۱۸۵۰ بنویسد. اولین اثر او به نام کاتلین در زمانی که ۲۲ ساله بوده منتشر شد.
در همین ایام کشمکش‌های سیاسی، ایبسن را به سمت سیاست کشاند. عضو اتحادیه کارگران شد و مدتی با نوشتن مقالات سیاسی و هنری در انتشار چند روزنامه دست داشت؛ ولی محل روزنامه در معرض حمله پلیس قرار گرفت و کارکنان آن به استثنای ایبسن، همه بازداشت شدند. ایبسن که طبعی نقاد و حقیقت‌جو داشت و روحش با بند و بست‌های سیاسی و تبلیغ و شعار دادن سازگار نبود، پس از این واقعه از سیاست بیزار شد و از آن دست کشید.

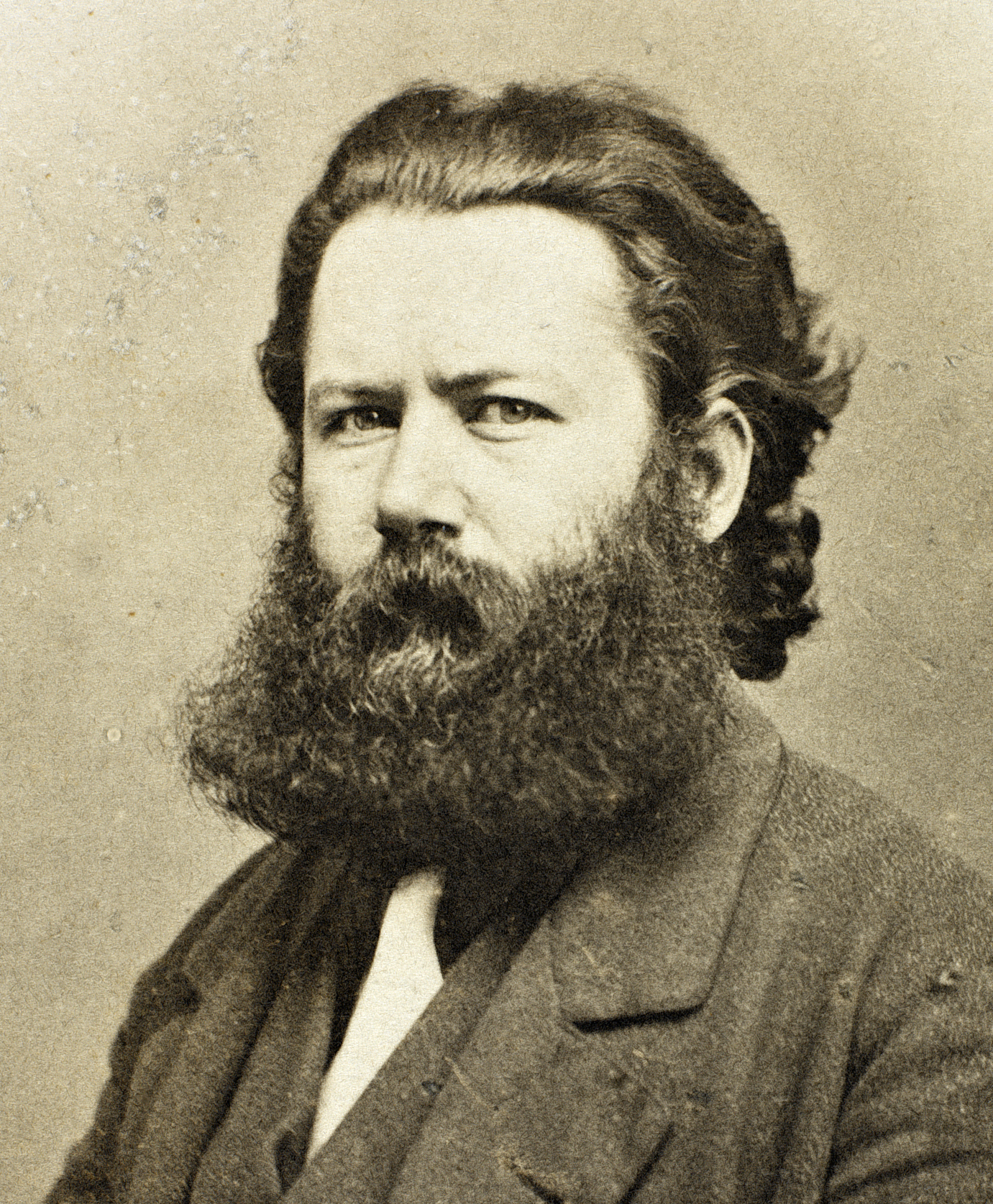
درسال ۱۸۶۳

## فعالیت‌های شغلی
یک سال بعد اوله بول، مدیر تماشاخانه شهر برگن، شغلی به او داد. در طول پنج سالی که در این تماشاخانه مشغول به کار بود، سفرهای بسیاری به کپنهاگ داشت و مطالعاتی در زمینهٔ تئاتر به انجام رساند. او در این تئاتر با ۱۴۵ نمایش همکاری کرد و در این مدت او هیچ نمایشنامه‌ای ننوشت؛ ولی با تمرین در تئاتر، تجارب بسیار خوبی کسب کرد که بعداً در نمایشنامه‌نویسی به کمکش آمد.
ایبسن از سال ۱۸۵۸ به اسلو بازگشت تا به کارگردانی در تئاتر ملی کریستیانا بپردازد. او با سوزان تورسن ازدواج کرد و حاصل این ازدواج تنها فرزندشان به نام سگارد بود. خانوادهٔ او در شرایط سخت و فقر به سر می‌بردند و ایبسن از زندگی در نروژ مأیوس شد. در سال ۱۸۶۴ او اسلو را رها کرد و به ایتالیا رفت. او در ۲۷ سال بعد به سرزمینش بازنگشت، و هنگامی که برگشت یک نویسندهٔ مشهور و بحث‌انگیز بود.
او اثری به نام کمدی عشق نوشت و در آن حرمت و پاکیزگی زندگی زناشویی را مورد استهزاء قرار داد.
ایبسن سی‌وشش‌ساله بود که به رم رفت و در آنجا مدتی با فقر و بیماری مالاریا دست‌به‌گریبان شد. اثر بعدی او در سال ۱۸۶۵ با نام براند باعث شهرت او شد. قهرمان داستان همه چیز را فدای عقیده و ایمان خود می‌کند. این اثر شرایطی را برایش به وجود آورد که او نمایشنامهٔ پرگنت را نوشت. با موفقیت آثارش ایبسن تلاش بیشتری را برای تأثیر دادن بیشتر عقاید و باورهایش در نمایش داد و توانست سبکی را به وجود آورَد که به «نمایش ایده» معروف گشت. نمایشنامه‌های بعدی او دوران طلایی نمایشنامه‌نویسی اوست که او را به مرکز بحث در اروپا تبدیل کرد.

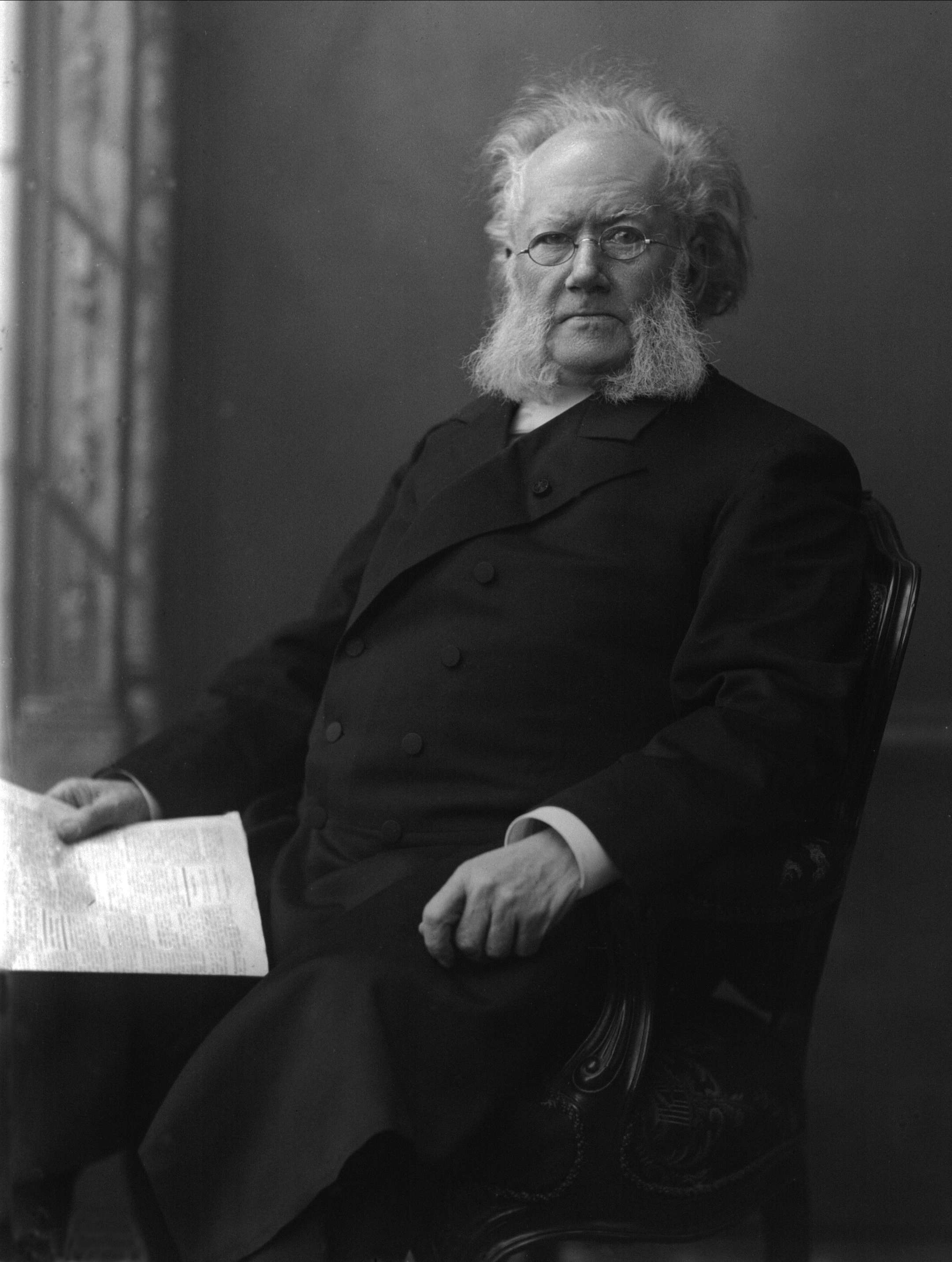
در سال ۱۸۸۹

ایبسن در ۱۸۶۸ از ایتالیا به آلمان رفت. در آن‌جا او سال‌ها وقت صرف نمایشنامه امپراتور و گالیله کرد که شرح زندگی و دوران یکی از امپراتورهای رومی ژولین مرتد بود.
در ۱۸۷۰ ایبسن پنجاه قطعه از اشعارش را با نام «خرس شکنجه‌شده» منتشر می‌کند. سه سال بعد، قیصر و جلیلی را چاپ کرد و پس از گذشت چهار سال از انتشار این نمایشنامه، عنوان دکترای افتخاری را از دانشگاه اوپسالا دریافت کرد و نمایشنامه ارکان جامعه را به چاپ رساند. ارکان اجتماعی داستان مرد گرگ‌صفتی است که خود را به لباس میشی درآورده است و با تظاهر به تقوی و پرهیزکاری، مایه فساد اجتماع می‌شود.
در ۱۸۷۹ خانه عروسک و اشباح را منتشر می‌کند که موضوع آن بر اساس نظریه وراثت است. اما آنقدر تیره و تاریک و بدبینانه به زندگی و آینده بشر اروپایی نگاه می‌کند که به مذاق هیچ‌کس خوش نمی‌آید و آنقدر سنت‌ستیز است که همه را علیه خودش می‌شوراند. نمایشنامه تا دو سال به نمایش در نمی‌آید و هیچ‌کس در مقابل موضع‌گیری مردم از ایبسن حمایت نمی‌کند. همین واکنش‌هاست که در واقع ایبسن را در مقابل مردم قرار داده و انگیزه نوشتن دشمن مردم را فراهم می‌کند.
ایبسن یک سال در روزنامه‌ها به مبارزه می‌پردازد. اما از مبارزه‌اش در مقابل مردم و حتی خود روزنامه‌ها نتیجه‌ای نمی‌گیرد و گوشه‌نشین می‌شود و در سال ۱۸۸۲ پس از یک سال سکوت، دشمن مردم را می‌نویسد و دشمن واقعی مردم را در آن معرفی می‌کند. ایبسن در این نمایشنامه، ضمن رد نظر اکثریت روزنامه‌ها را نیز به باد انتقاد می‌گیرد. شخصیت دکتر استوکمان در دشمن مردم تا آن اندازه منطبق بر شخصیت خود ایبسن است که ایبسن به ناشرش چنین می‌نویسد:
«دکتر و من درست با یکدیگر توافق داریم. در موضوع‌های بسیار فراوان هماهنگیم. اما دکتر کمی لجوجتر از من است.»
دکتر استوکمان در واقع همانند ایبسن یک پیشرو است که همواره قصد مبارزه با اکثریت و دفاع از اقلیت را دارد.
نمایشنامه‌نویس آمریکایی آرتور میلر برداشت خود را از نمایشنامه را با توجه به شرایط سیاسی آمریکا نوشت. حتی فیلم بنگالی «گاناشاترو» که همان معنی دشمن مردم را می‌دهد، توسط ساتیا جیت رأی به صورت فیلم درآمد و جایزه اسکار را گرفت. همچنین استیو مک کویین، این نمایشنامه را در سال ۱۹۷۸ با بازی خودش، به تصویر کشاند.
مرغابی وحشی که ایبسن آن را در سال ۱۸۸۴ نوشت، به نظر بسیاری بهترین و همچنین دشوارترین اثر ایبسن است.
ایبسن به همراه چخوف از سردمداران واقع‌گرایی در نمایشنامه‌نویسی است.

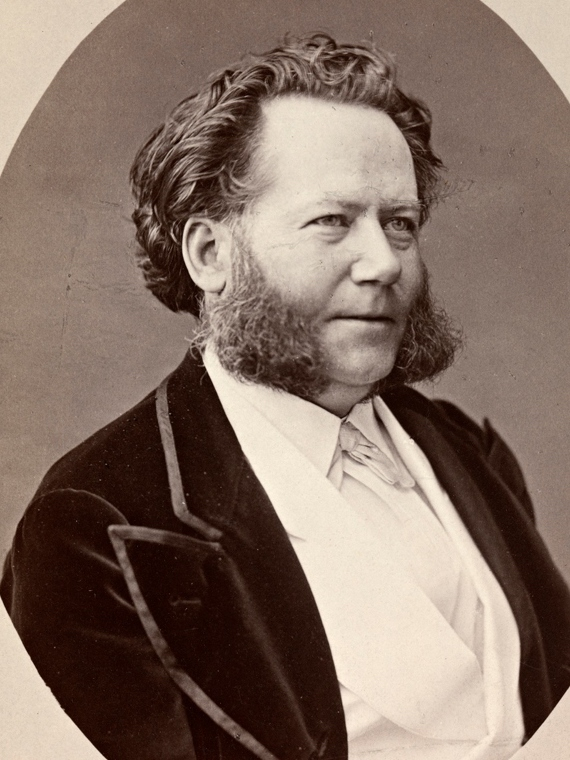
در سال ۱۸۶۹

ایبسن در سال ۱۸۹۱ به نروژ بازگشت ولی نروژ تغییر کرده بود. خود ایبسن تأثیر بسزایی در این تغییرات داشت. دوران ویکتوریایی در حال پایان‌یافتن بود و جامعه به سوی مدرنیسم در حرکت بود. نه تنها در تئاتر، بلکه در تمام جامعه.او سرانجام پس از یک سری سکته مغزی در مارس 1900، در ۲۳ می‌سال ۱۹۰۶ در کریستیانا درگذشت. در روز 22 می هنگامی که پرستارش به یکی از عیادت کنندگان اطمینان داد که حال وی بهتر شده است، او با ناله گفت: «برعکس» و روز بعد درگذشت.

## سبک و مضمون
دوره اولیه آثار او برگرفته از اسطوره‌ها و افسانه‌های نروژی بود که به زبان منظوم و شاعرانه نوشته شده بود. این آثار اگرچه حال و هوای رمانتیک دارند ولی رگه‌های واقع‌گرایی و صراحت در آن‌ها دیده می‌شود. همین ویژگی سبب تمایز او از سایر درام‌نویس‌های رمانتیک هم‌عصرش مانند ویکتور هوگو است.
رشد صنعت و تغییر ساختار اقتصادی در قرن نوزدهم که سوداگری در آن رشد می‌کند، ایبسن را به سوی تغییرات اساسی در نمایشنامه‌های خود سوق می‌دهد. در دوره دوم کار او از اسطوره‌ها و قهرمانان افسانه‌ای خبری نیست، بلکه این مردم عادی هستند که شخصیت‌های نمایشی او را می‌سازند. اوج این روش در نمایشنامه دشمن مردم مشهود است.
هر هفته ۱۳۰ سالن تئاتر در سرتاسر دنیا یکی از نمایشنامه‌های ایبسن را به‌روی صحنه می‌برند. سال ۲۰۰۶ به‌خاطر یکصدمین سال درگذشت ایبسن، سال ایبسن نام‌گذاری شد.
در سال ۲۰۰۶ یک نمایش از زندگی ایبسن به نام «مرگ ایبسن کوچک»، به‌روی صحنه رفت.
در تمام عکس‌هایی که از ایبسن موجود است، او فقط در یک تصویر لبخند بر چهره دارد. ایبسن شعر معروفی دارد که در فیلمنامه‌نویسی مدرن هم به آن ارجاع داده می‌شود: «من فکر می‌کنم ما سرنشینان کشتی‌ای هستیم که متاعش جسدی است.» جان تروبی در کتاب «آناتومی داستان» در بخش پیش داستان و خاطره تلخ کاراکترها به این جمله توجه ویژه کرده است. از نمایشنامه جنجالی «براند» (۱۸۶۶) که ایبسن را به شهرت رساند تا آخرین اثرش یعنی «ما مردگان سر بر داریم» (۱۸۹۹)، مرگ از برجسته‌ترین مضمون‌های درام او به شمار می‌آید. نمونه بارز مرگ‌زدگی را در نمایشنامه «ایولف کوچک» (۱۸۹۴) می‌توان دید.

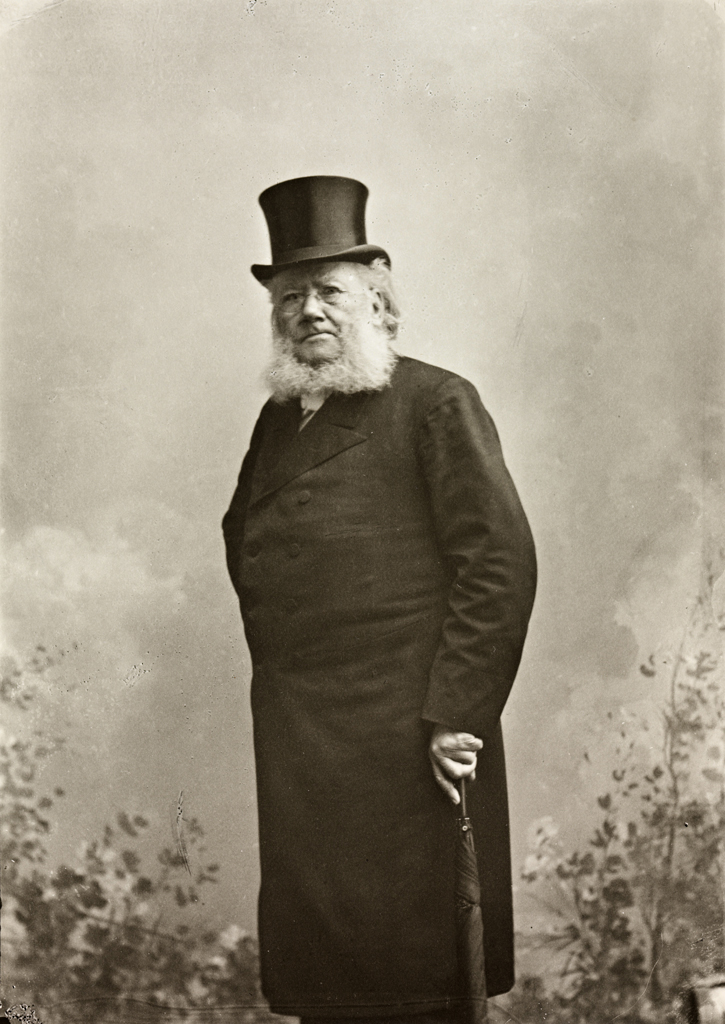
در سال ۱۸۹۸

## اقتباس‌های سینمایی مهرجویی
داریوش مهرجویی کارگردان ایرانی، فیلم سارا را بر اساس نمایشنامه خانه عروسک ایبسن ساخته‌ است. در این فیلم شخصیت سارا همانند شخصیت نورا در خانه عروسک است و مشکلاتی مثل نورا را دارد با این تفاوت که مهرجویی به سارا پیش زمینه و فرهنگ ایرانی داده‌ است. خود مهرجویی می‌گوید: «چون حال و هوای این نمایشنامه که در قرن ۱۹ نوشته شده‌ است، شبیه حال و هوای حال حاضر ایران است، این نمایشنامه را انتخاب کردم».
داریوش مهرجویی کارگردان ایرانی، همچنین فیلم اشباح را بر اساس نمایشنامه اشباح ایبسن ساخته‌ است.

## آثار
- کاتلینا (۱۸۵۰)
- آرامگاه جنگجو (۱۸۵۰)
- خانم اینگر (۱۸۵۴)
- ضیافت سولهاک (۱۸۵۵)
- اولاف لیل بکرانس (۱۸۵۶)
- وایکینگها در هلگلاند (۱۸۵۷)
- کمدی عشق (۱۸۶۲)
- مدعیان (۱۸۶۳)
- براند (۱۸۶۶)
- پرگنت (۱۸۶۷)
- اتحادیه جوانان (۱۸۶۹)
- امپراتور و گالیله (۱۸۷۳)
- ارکان جامعه (۱۸۷۷)
- خانه عروسک (۱۸۷۹)
- اشباح (۱۸۸۱)
- دشمن مردم (۱۸۸۲)
- مرغابی وحشی (۱۸۸۴)
- روسمرسهولم (۱۸۸۶)
- بانوی دریایی (۱۸۸۸)
- هدا گابلر (۱۸۹۰)
- استاد معمار (۱۸۹۲)
- ایولوف کوچک (۱۸۹۴)
- جان گابریل بورکمن (۱۸۹۶)
- وقتی ما مردگان از خواب برمی‌خیزیم (۱۸۹۹)